# Armes de destruction massive en Albanie

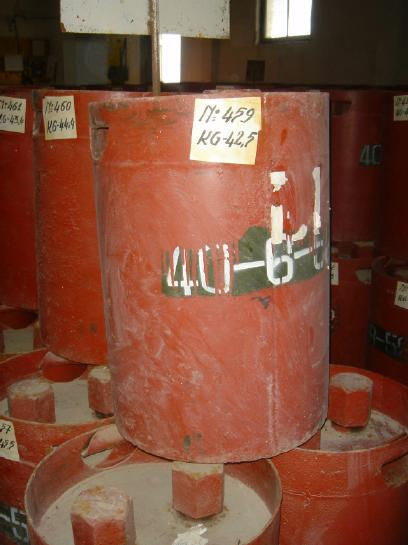
Armes chimiques albanaises.

L’Albanie possédait durant la guerre froide de stocks d’armes de destruction massive. Elle disposait au total de 16 678 kilogrammes d'armes chimiques (gaz moutarde, lewisite, adamsite et chloroacétophénone). Aujourd'hui, toutes ces armes chimiques ont été détruites.

## Armes chimiques
L'Albanie fut l'un des premiers pays à signer la Convention sur l'interdiction des armes chimiques en 1993, entrée en vigueur en 1997 qui visait à déclarer les stocks d'armes chimiques puis la destruction de ceux-ci ainsi que de l'équipement relatif de production. L'Albanie a fait cette déclaration en mars 2003, après la découverte en décembre 2002 de 600 conteneurs en vrac d'armes chimiques dans un bunker abandonné. Ce matériel fut probablement acquis par le dirigeant communiste Enver Hoxha au milieu des années 1970 auprès de la Chine, bien qu'aucune documentation ne fut trouvée.
Le 11 juillet 2007, l'Organisation pour l'interdiction des armes chimiques (OIAC) confirme la destruction complète des stocks d'armes chimiques en Albanie (d'une valeur totale de 48 millions de dollars), faisant de l'Albanie la première nation à détruire toutes ses armes chimiques sous les termes de l'OIAC. Les États-Unis ont assisté et financé les opérations de destruction.

### Doute sur le démantèlement des armes chimiques
Bien que le gouvernement albanais ait été  affirmé avoir démantelé la totalité de son arsenal chimique le 19 juillet 2007, en novembre 2013 des révélations jettent de gros doutes à ce sujet. Une fuite de documents révèle la présence d'une base militaire interdite d'accès à Qafë Mollë, dans les montagnes aux alentours de Tirana. Le document fuité est signé par le ministre de la Défense Arben Imami et stipule que cette base contient encore des stocks d'armes chimiques. Quelques jours plus tard, deux journalistes d'A1 Report arrivent à atteindre une colline aux alentours de la base et prennent une série de photos. On y aperçoit plusieurs hangars et conteneurs le tout entouré d'une grande clôture. Le complexe est aussi surveillé par des hommes lourdement armés portant des masques et qui n'ont pas de drapeaux sur leurs uniformes. En plus des gardes armés, les journalistes ont aperçu des hommes avec des combinaisons anti-chimiques et des masques à gaz circuler d'un bâtiment à l'autre. Une unité de pompier est également présente en permanence. Ni le gouvernement albanais, ni le gouvernement américain et ni les organisations luttant pour le démantèlement des armes chimiques n'ont fait de déclarations à ce propos. En outre, cette fuite massive de documents classés secrets par le gouvernement albanais révéla bien plus de dossiers gênants pour l'Albanie. Sur la totalité des 120 000 dossiers fuités, on y fait mention au total de 6 515 assassinats à l'extérieur du pays ordonnés par le gouvernement et perpétrés par les services de renseignements albanais depuis 1945. Ces dossiers mentionnent aussi notamment l'assassinat du Premier ministre albanais Mehmet Shehu, surnommé « Le Boucher » en 1981 par les services de renseignements albanais pendant des tensions au sein de la classe dirigeante albanaise.

## Armes biologiques et nucléaires
Ratifié la Convention sur l'interdiction des armes biologiques le 3 juin 1992 et le traité sur la non-prolifération des armes nucléaires en septembre 1990. L'Albanie a rejoint le protocole de Genève le 20 décembre 1989, renonçant à toutes ses armes chimiques et biologiques et a demandé à adhérer au Traité d'interdiction complète des essais nucléaires le 23 avril 2003.

## Sources
- (en) Cet article est partiellement ou en totalité issu de l’article de Wikipédia en anglais intitulé « Albania and weapons of mass destruction » (voir la liste des auteurs).